# Église Saint-Édouard de Montréal
Pour les articles homonymes, voir église Saint-Édouard.
L'église Saint-Édouard est une église catholique de Montréal dédiée à saint Édouard le Confesseur, roi de l'Angleterre de 1047 à 1066. Sa construction débuta en 1901 pour se terminer en 1909.
Elle est située au 6511, rue Saint-Denis, 425-427, rue Beaubien Est (façade latérale), 6500-6510, rue de Saint-Vallier (façade secondaire).

## Histoire
Les années 1890

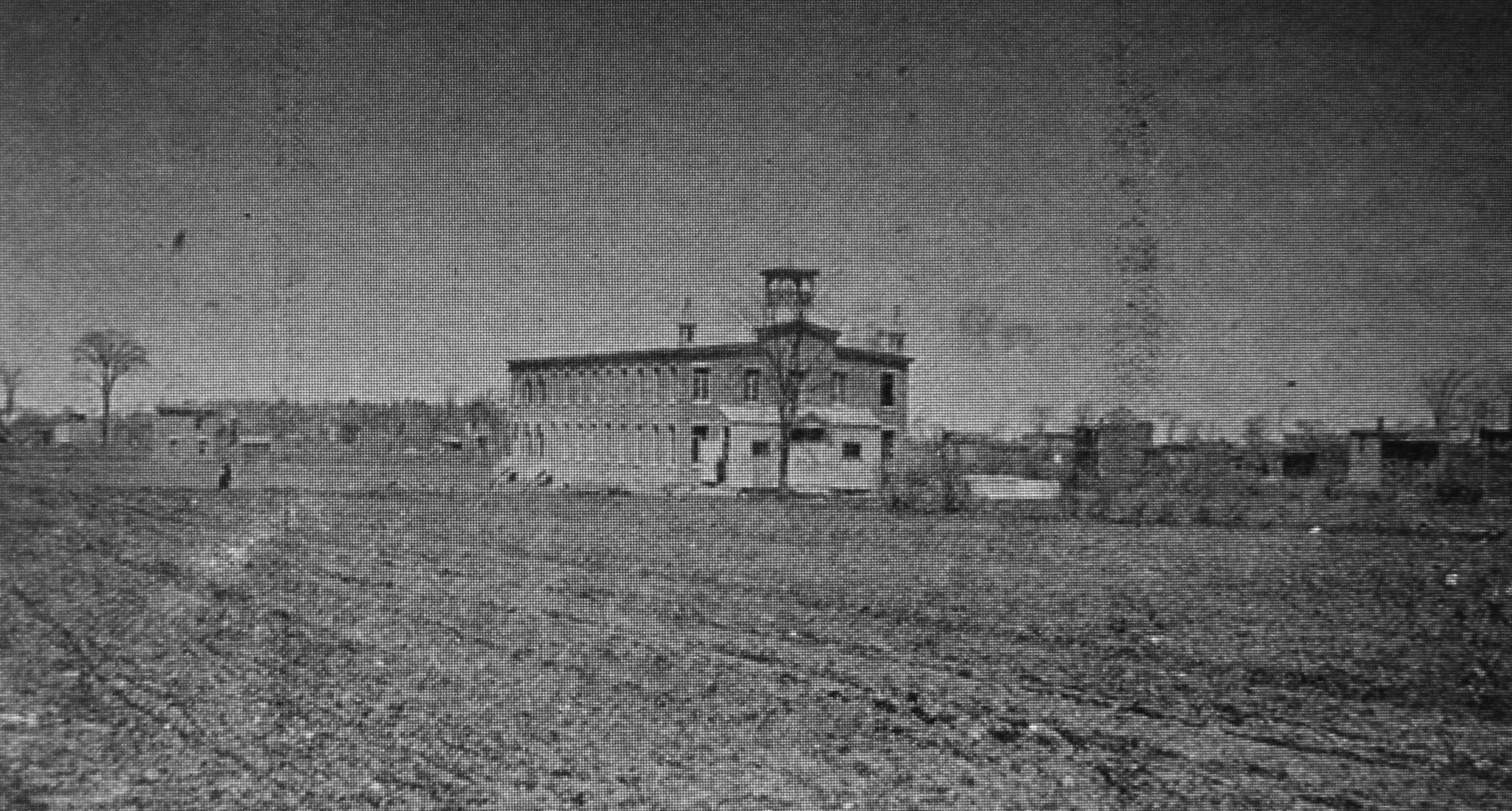
La première église Saint-Édouard, 1896

Les années 1890 ont connu une période d'expansion parmi les plus marquantes de la ville de Montréal. La paroisse Saint-Édouard et son église en sont le fruit.
1895 - Formation de la paroisse
En 1895, une assemblée fut convoquée par le chanoine Bruchesi et la formation d'une paroisse fut demandée à la quasi-unanimité. Le 14 décembre 1895, Monseigneur Édouard-Charles Fabre érigea la paroisse qui présente une requête à l'archevêque de Montréal pour obtenir la construction d'une chapelle temporaire sur la rue Beaubien ainsi que la présence d'un prêtre résidant. La requête fut acceptée et la construction débuta. La paroisse est la 45e de Montréal.
1896 - Ouverture de la chapelle
La chapelle sur la rue Beaubien (entre De Saint-Vallier et Châteaubriand) ouvrit ses portes au mois de mai 1896. Cent vingt familles peuplent la paroisse.
1897 - Croissance démographique
En 1897, la paroisse compte déjà quatre cents familles. La chapelle de la rue Beaubien répondit à la demande, en quelques années seulement, due à la croissance démographique fulgurante de cette fin de siècle. La construction d'un établissement plus grand s'impose.
Les années 1900
1901 - La construction de l'église et du presbytère
En 1901, les paroissiens décidèrent que la construction d'une église et d'un presbytère était nécessaire et choisirent l'architecte Joseph-Arthur Godin pour préparer les plans. Le soubassement de l'église fut construit sur le coin nord-est de la rue Beaubien et la rue Saint-Denis.
1905 - Croissance démographique
La paroisse atteint 1 200 familles en 1905.
1906 - Changement de plan
En 1906, les paroissiens acceptèrent les plans de l'architecte Joseph-Ovide Turgeon pour l'église supérieure.
1907 - Construction de l'église
La construction de l'église supérieure débute en 1907 selon les plans de Joseph-Ovide Turgeon. La pierre calcaire est extraite de la carrière Martineau où se situe aujourd'hui le parc Père-Marquette.
1909 - Achèvement de l'église
L'église fut terminée en 1909. L'ensemble du parement des façades de l'église est constitué d'éléments de pierre calcaire bosselée. Des flèches de cuivre surmontent les clochers.
1913 - Installation de l'orgue
L’orgue fut construit en 1913 par la maison Casavant Frères de St-Hyacinthe.
1922 - Installation des cloches
Les cloches, fabriquées par la maison Georges Pacard en Haute-Savoie, y sont installées en 1922.
Les années 1970

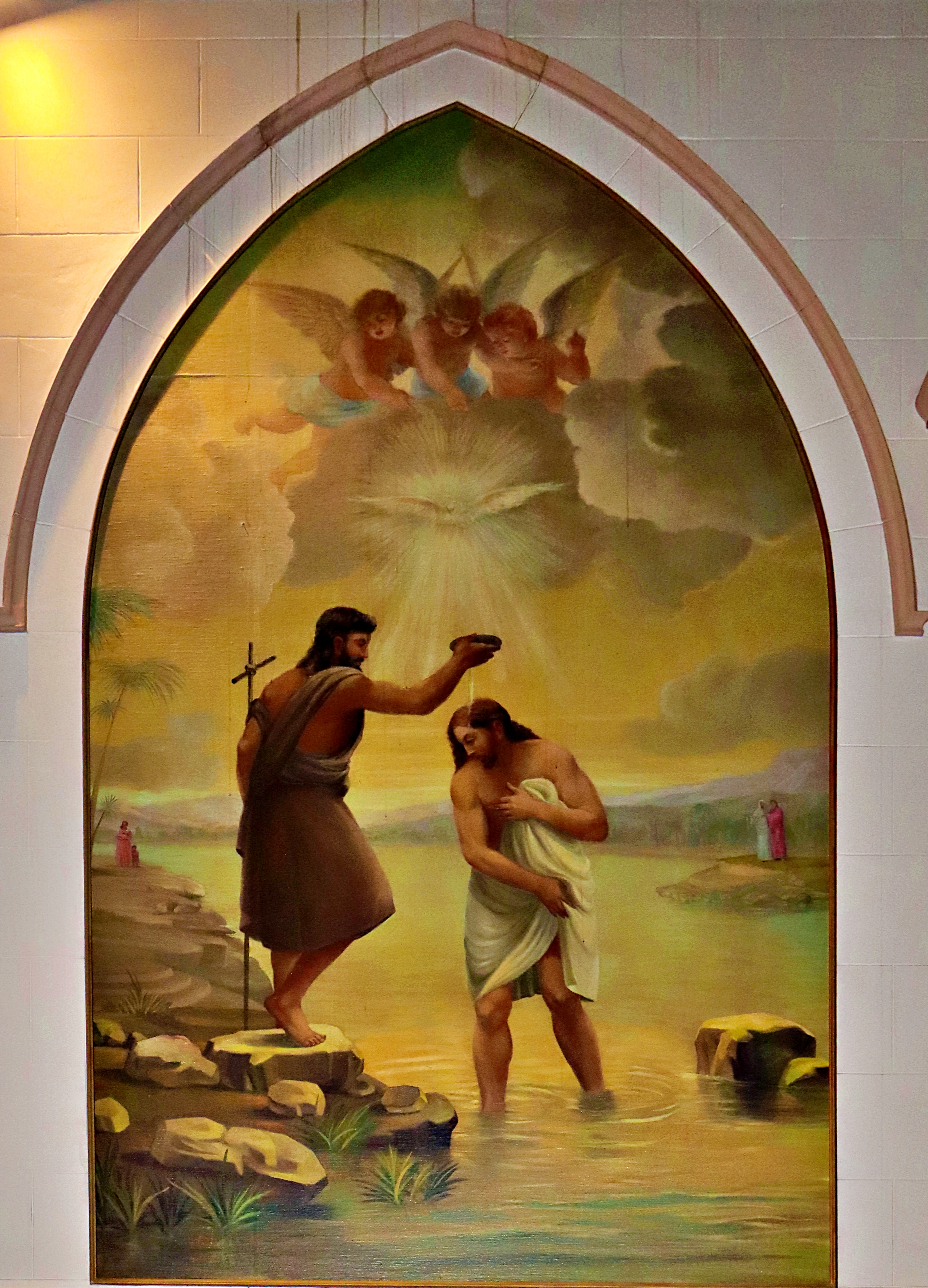
Une des six fresques de la chapelle : Le baptême de Jésus

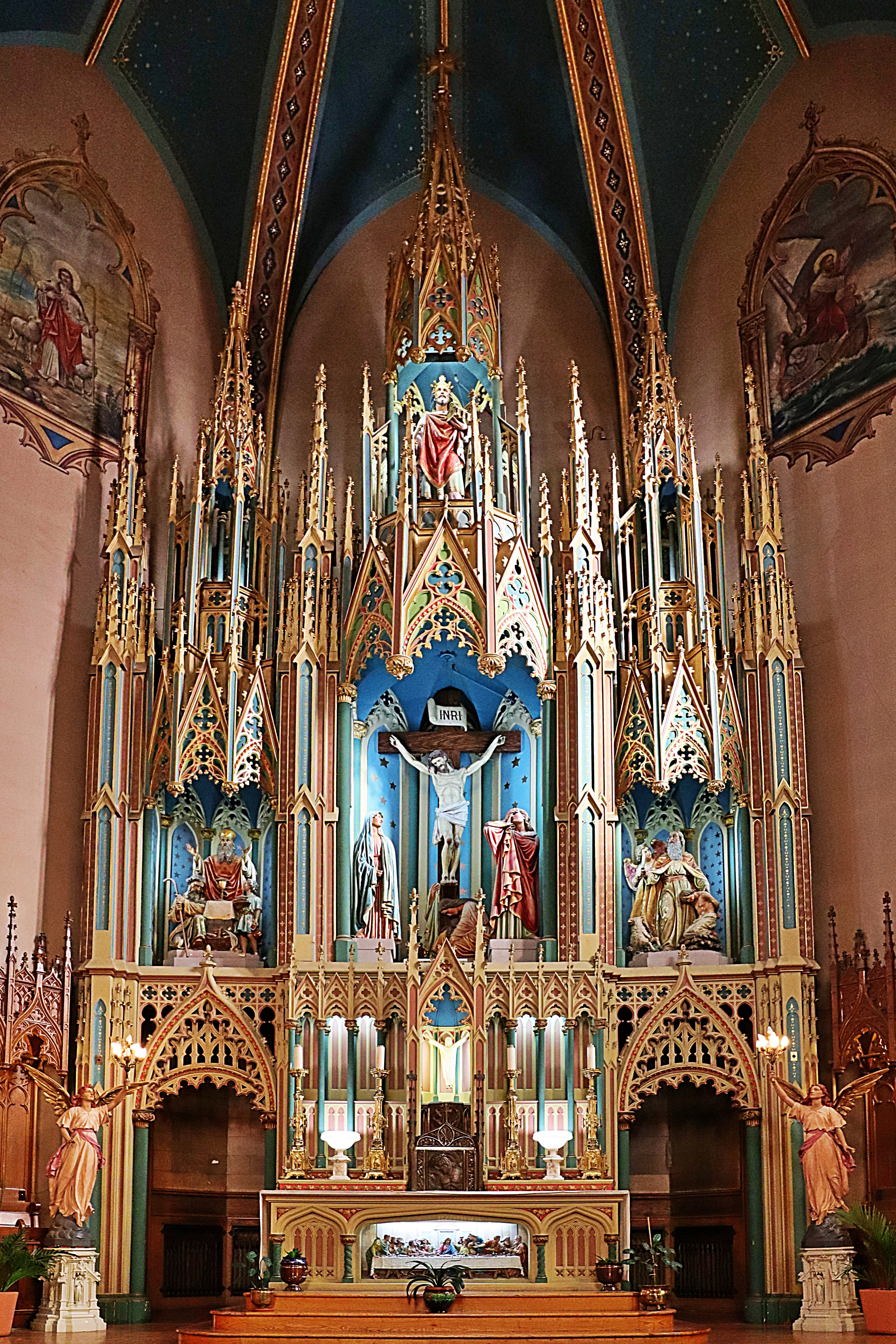
Le maître-autel.

Au milieu des années 1970, l'architecte John Bland procède à la restauration de l'ensemble des coloris et dessine, dans un esprit contemporain, l'autel de célébration et l'ambon.

## Description

### Chapelle de la sacristie
On retrouve dans la sacristie une chapelle ornée d'un vitrail et de toiles peintes à Florence par Bianchini en 1950.

### Chœur
Le maître-autel est surmonté d'un retable de 9 m décoré d'un lambris de bois sculpté. Le thème du retable est le sacrifice. Au sommet du retable est représenté saint Édouard vêtu de son manteau royal. Dans la niche centrale, on retrouve Jésus crucifié, entouré de saint Jean, la Vierge Marie et Marie-Madeleine. Dans la niche de gauche, une scène de repas illustre une alliance entre Abraham et Melchisédech. La niche de droite représente le sacrifice d'Abraham.
Sous l'autel, un bas-relief illustre la Dernière Cène, sculpté en bois polychrome.

### Décor intérieur

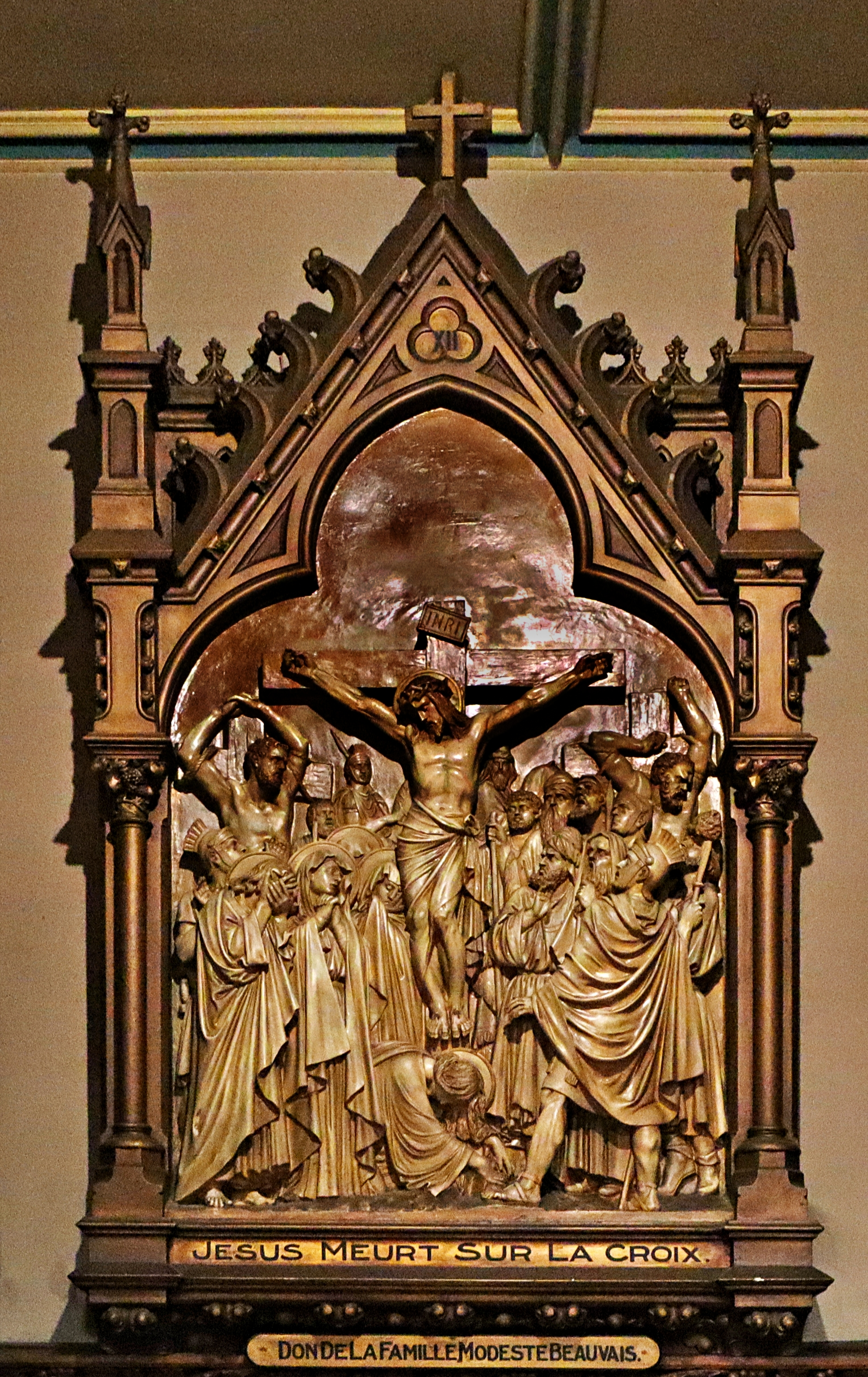
Une des stations du Chemin de croix.

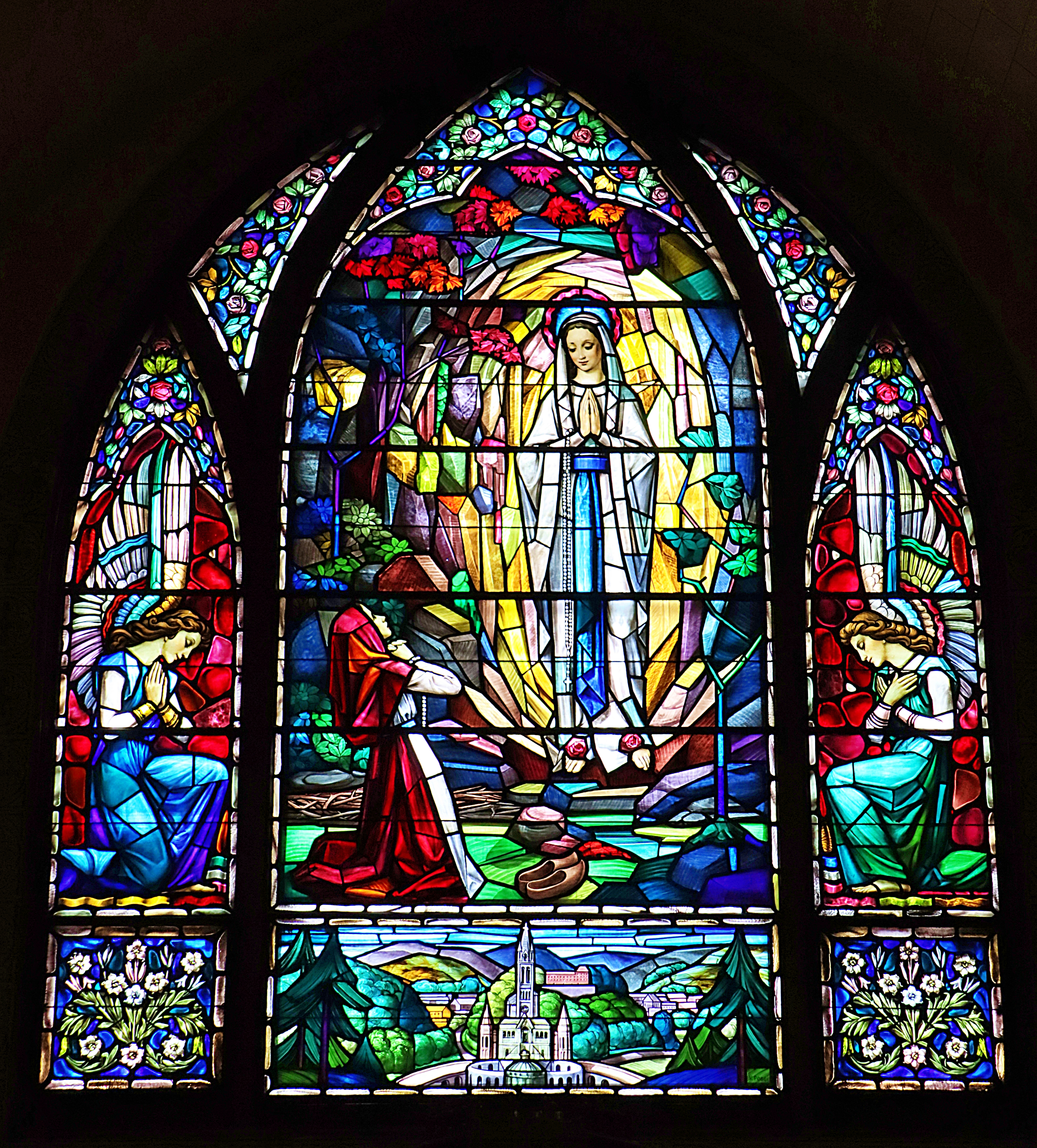
Vitrail de la chapelle de la sacristie.

La voûte du transept en croisée d'ogives est peinte par Joseph Richer en 1920. Le décor est restauré en 1945 par M. E. Meneghini, puis par John Bland en 1980.
On retrouve plusieurs fresques à l'intérieur illustrant des scènes bibliques ainsi que de nombreuses sculptures de saints et de personnage bibliques.
Auparavant, une chaire de 1909 était fixée à la colonnade, avant d'être retirée durant les années soixante.

Les murs sont ornés d'un lambris de chêne d'un 1,80 m de haut, orné de feuilles de vigne et de grappes de raisin. Ils sont l'œuvre des frères Caron de Nicolet, également responsables des 486 bancs et des 6 confessionnaux.

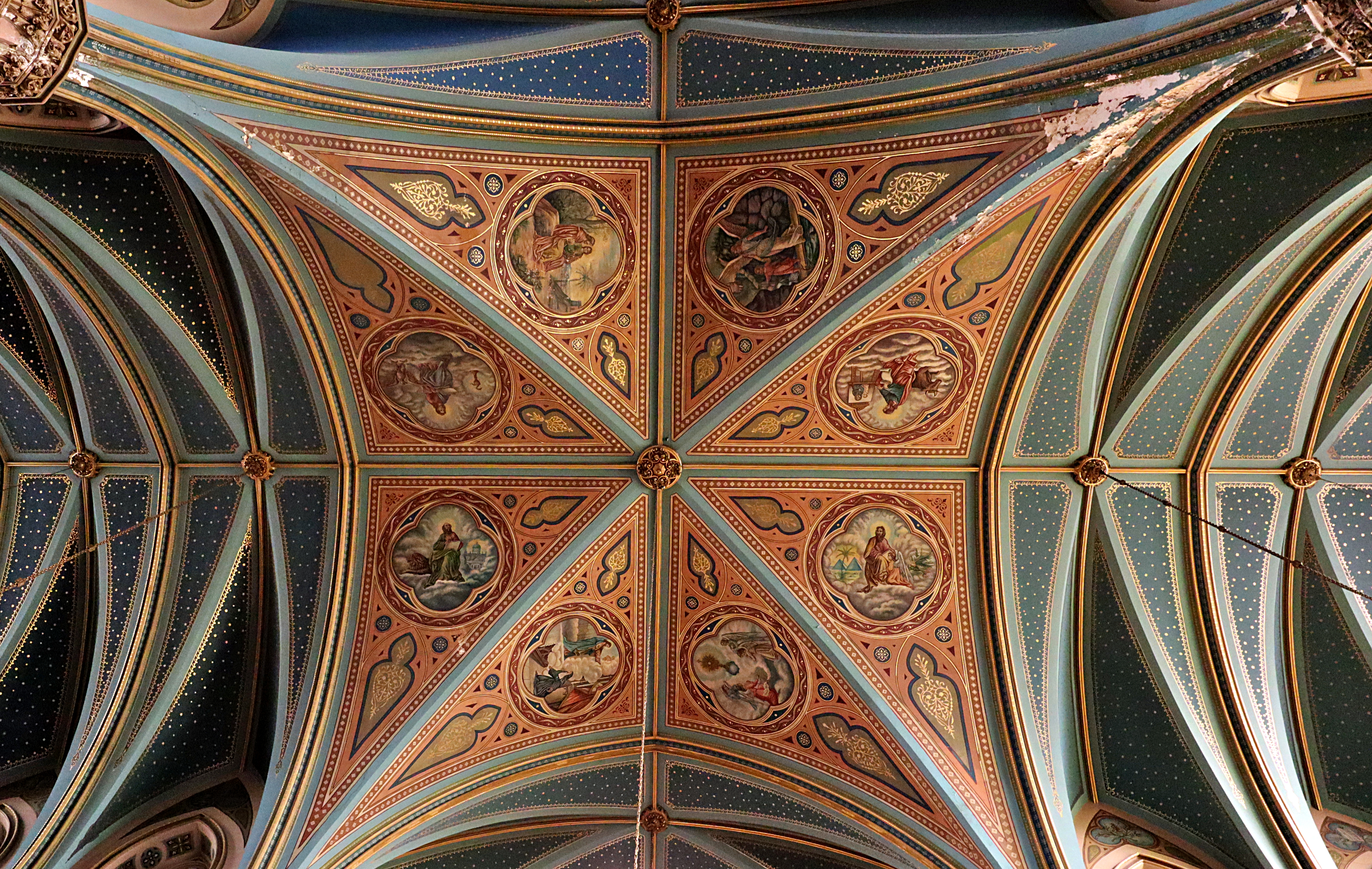
La voûte du transept.
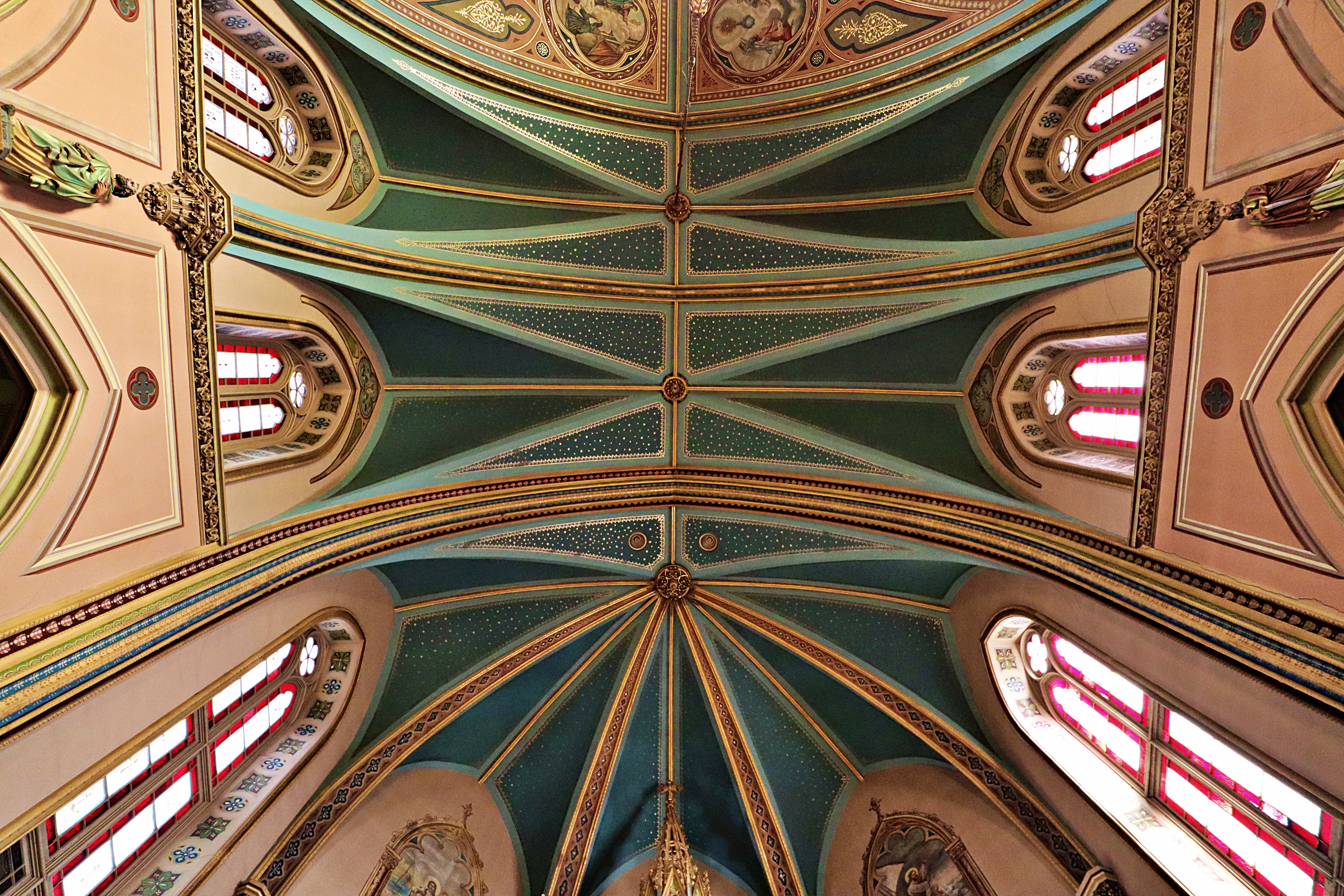
Voûte du chœur.
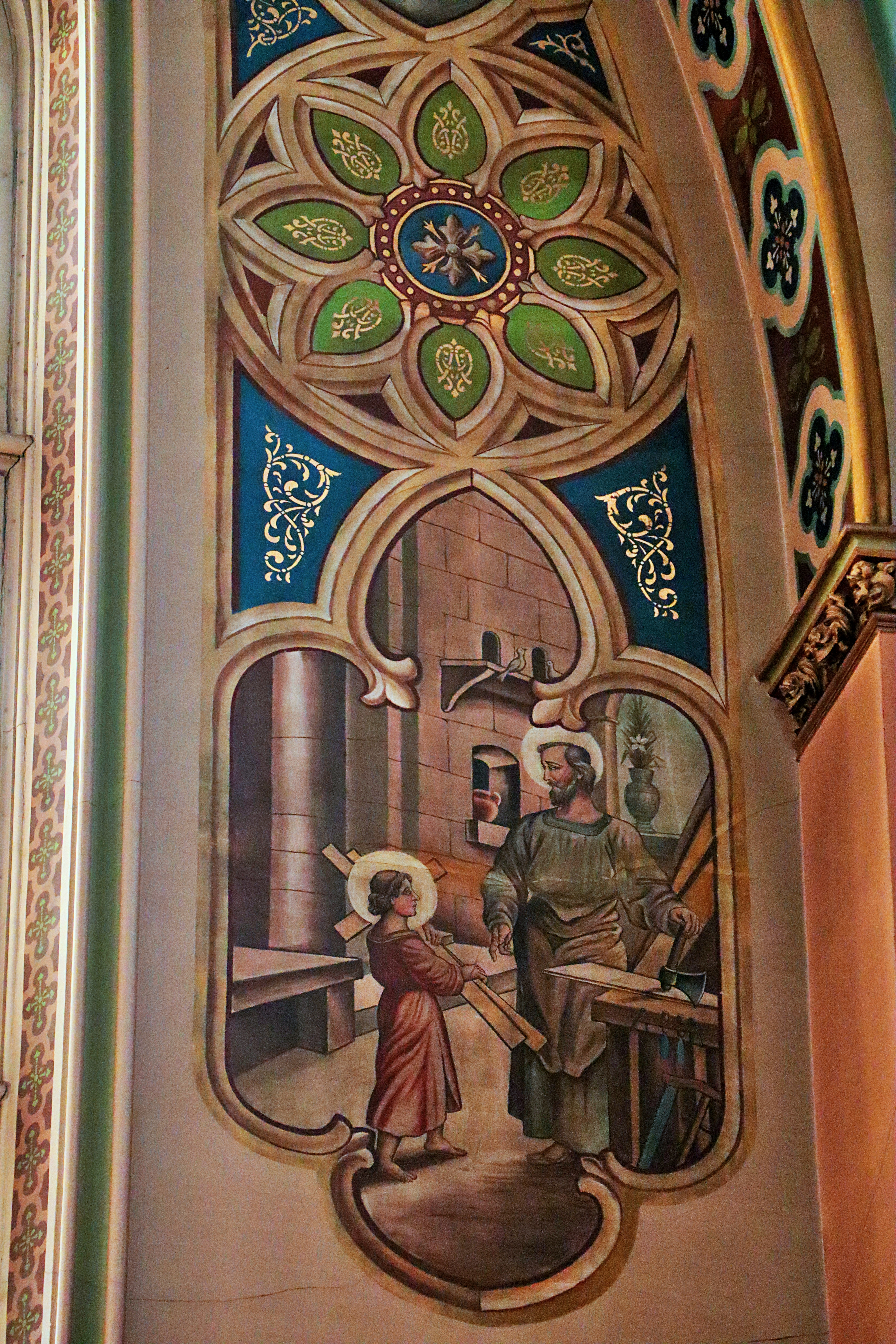
Jésus et Joseph.
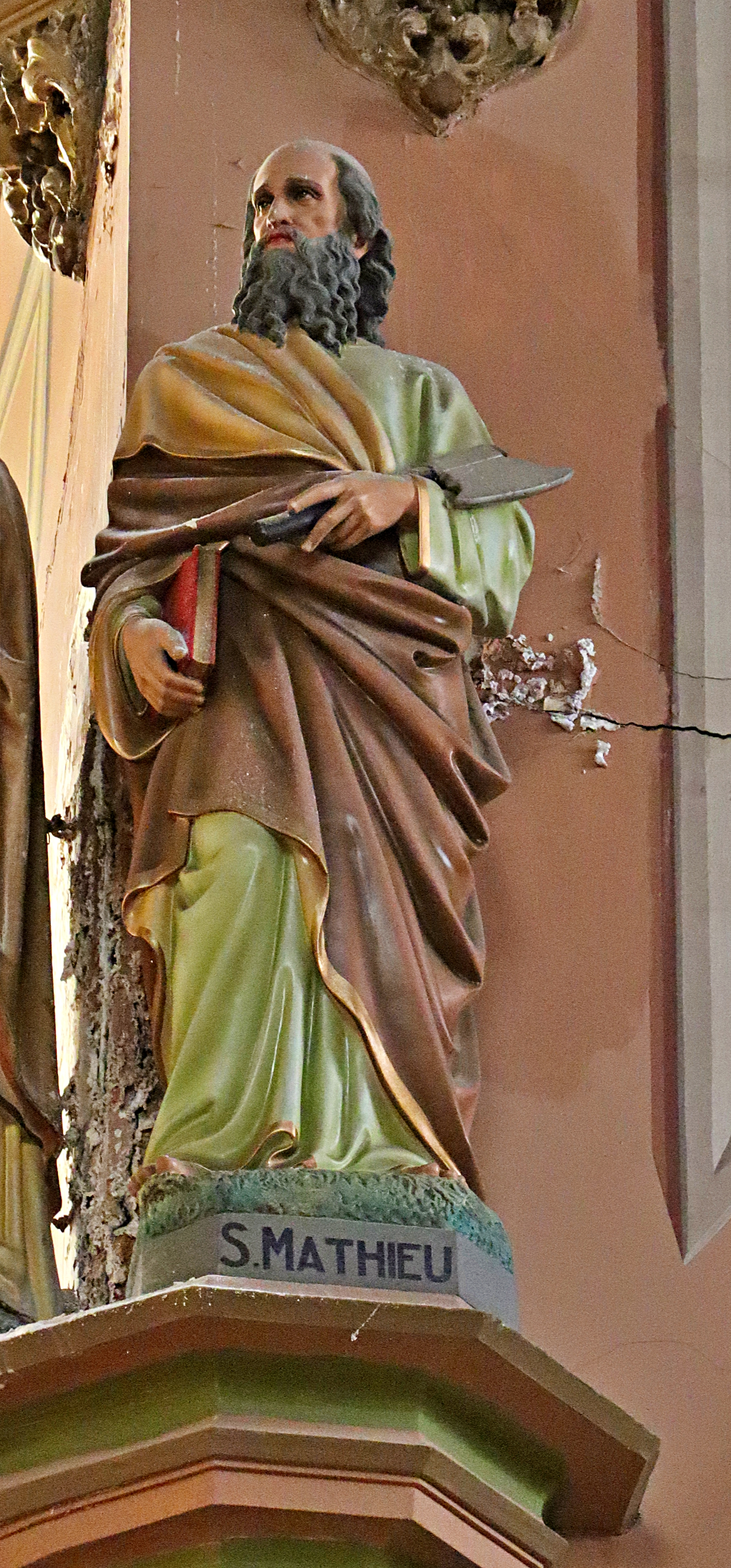
Sculpture de saint Mathieu.
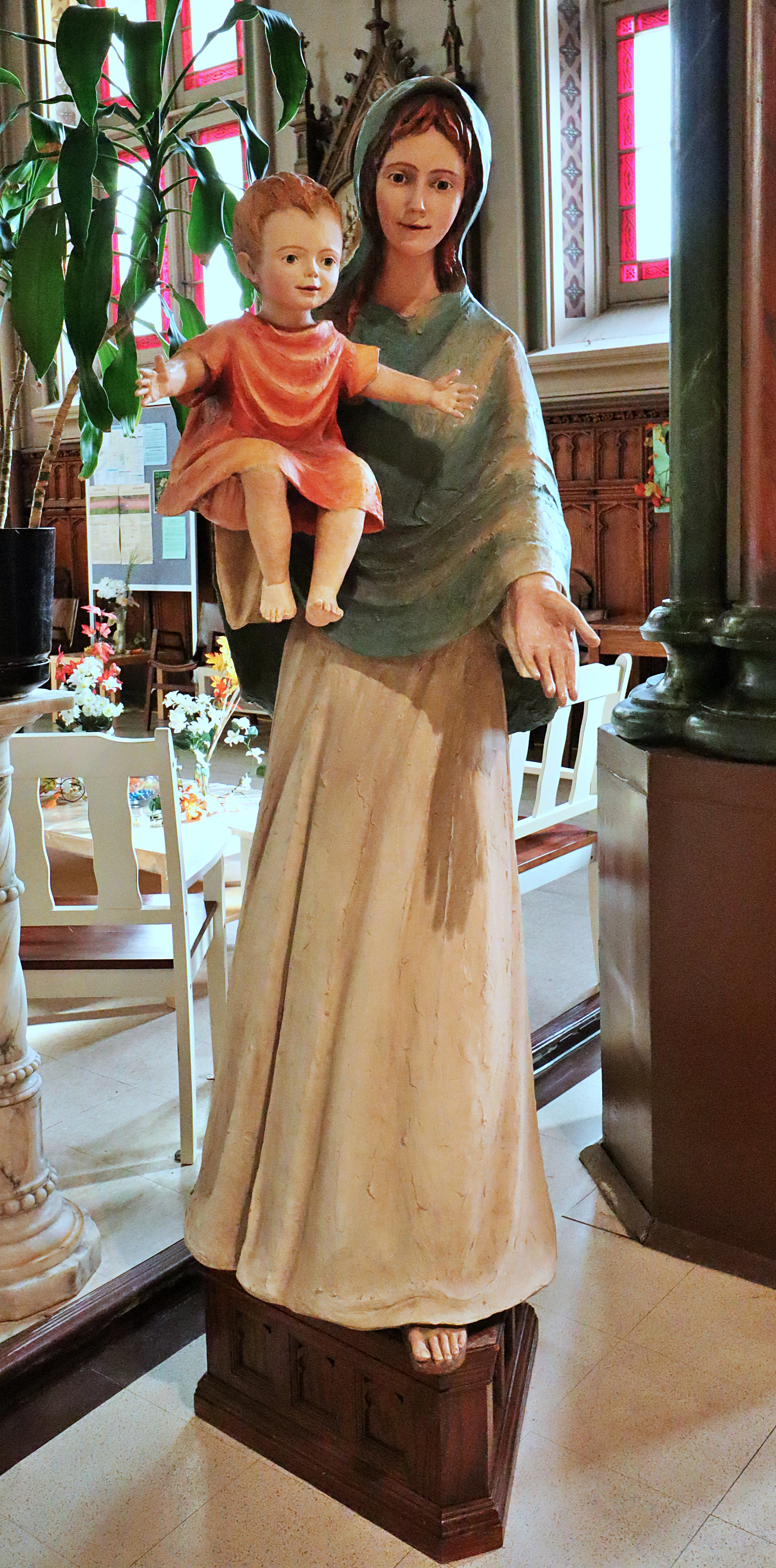
Vierge à l'Enfant.

### Chemin de croix
Un Chemin de croix sculpté en bas-relief et en bois orne les murs de l'église. Il contient 14 stations. Chaque station est entourée d'un cadre en chêne de Ferdinand Tremblay.
À l'origine polychrome, le chemin est repeint en camaïeu d'ivoire par Meneghini en 1945.

### Vitraux
L'intérieur de l'église et de la chapelle de la sacristie est éclairé par de vastes vitraux.

### Orgue
L'orgue Casavant installé en 1913 est l'opus 534 de l'entreprise. Il est démonté et remisé durant dix ans dans les années soixante. À l'origine dans le jubé arrière, l'orgue est finalement réinstallé durant les années 1970 dans le jubé du côté gauche avec un nouveau buffet. Il est à trois claviers manuels de 61 notes, pédalier de 32 notes, 46 jeux et 53 rangs.

## Sources et références
1. ↑  « Église Saint-Édouard Grand répertoire du patrimoine bâti de Montréal », sur patrimoine.ville.montreal.qc.ca (consulté le 21 novembre 2022)

- Fiche sur l'église Saint-Édouard, sur Imtl.org
- L'église Saint-Édouard et son orgue
- Le père Élie Auclair a écrit un Précis historique de la paroisse Saint-Édouard de Montréal en 1944.